# ورن ترویر
ورن ترویر (انگلیسی: Verne Troyer؛ زادهٔ ۱ ژانویهٔ ۱۹۶۹ – درگذشته ۲۱ آوریل ۲۰۱۸) یک هنرپیشه اهل ایالات متحده آمریکا بود. وی از سال ۱۹۹۴ تا ۲۰۱۸ مشغول فعالیت بود.
از فیلم‌ها یا برنامه‌های تلویزیونی که وی در آن نقش داشته‌است می‌توان به مردان سیاه‌پوش، هری پاتر و سنگ جادو، چگونه گرینچ کریسمس را دزدید، ارباب آرزوها، آستین پاورز: جاسوسی که مرا تکان داد، آستین پاورز: در عضو طلایی، دکتر پارناسوس، مردی که به شیطان رو دست زد، پول کثیف، روز گردش بچه، استاد عشق و پستی اشاره کرد. وی در ۲۱ آوریل ۲۰۱۸ در سن ۴۹ سالگی در گذشت.